# Die Enthauptung Johannes des Täufers (Caravaggio)

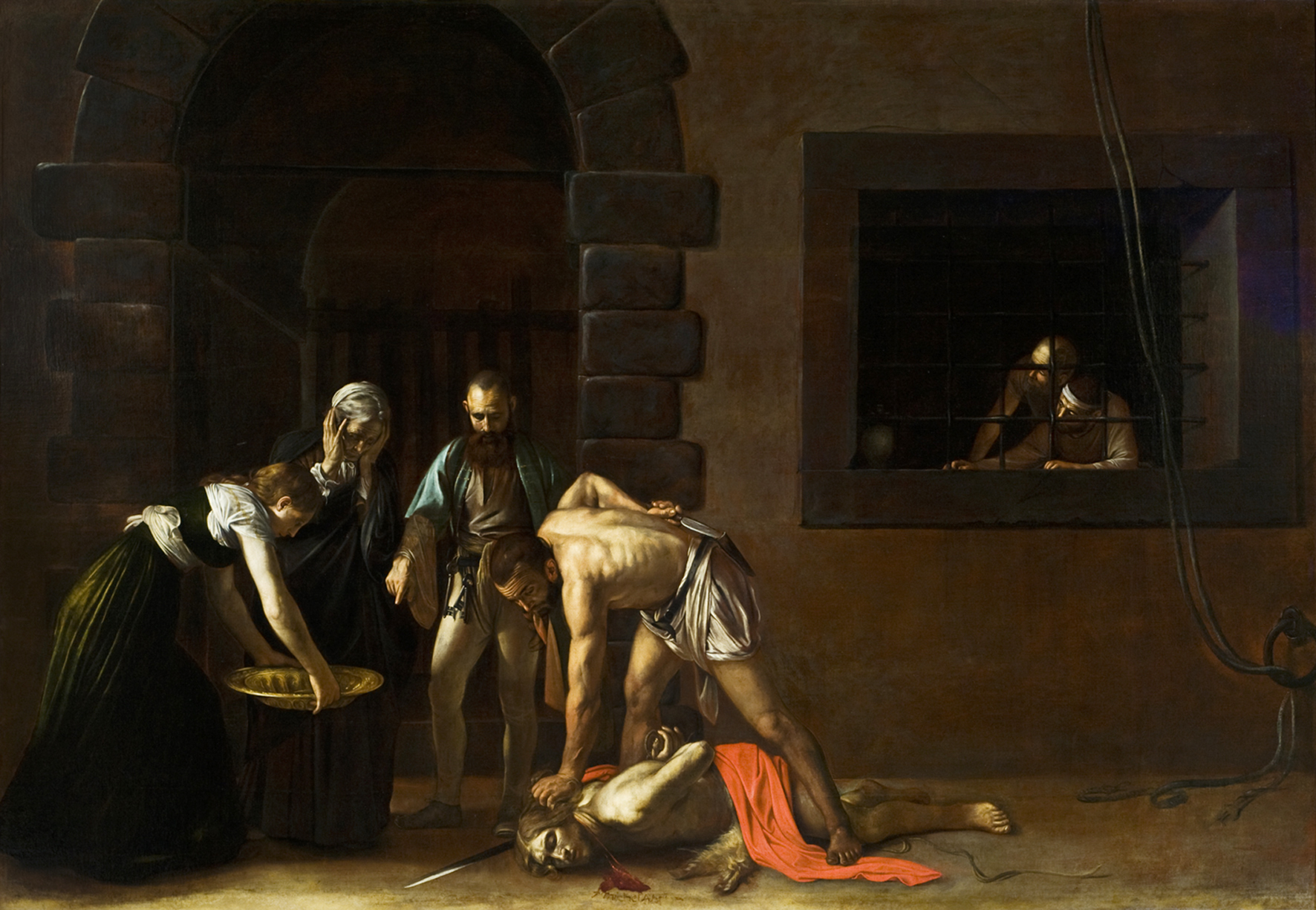
Die Enthauptung Johannes des Täufers von Caravaggio

Die Enthauptung Johannes des Täufers ist ein Ölgemälde des italienischen Künstlers Caravaggio. Nach Andrea Pomella ist das Werk weithin als Caravaggios Meisterstück und „eines der wichtigsten Werke der westlichen Malerei“ anerkannt.

## Komposition
Das Bild zeigt die Hinrichtung Johannes des Täufers, dicht daneben steht Salome mit einer goldenen Schale, bereit seinen Kopf entgegenzunehmen. Eine weitere Frau, möglicherweise Herodias, die erkennt, dass die Hinrichtung ein Fehler ist, steht schockiert daneben, während ein Kerkermeister Anweisungen gibt und der Scharfrichter mit einem Dolch die Enthauptung durchführt. Die Figuren, die in der linken Bildhälfte situiert sind, erreichen kaum die halbe Höhe der zumeist dunklen Leinwand. Hell erleuchtet sind nur der Täufer, der Scharfrichter sowie Arm und Schulter Salomes. Die gesamte rechte Hälfte zeigte eine zumeist leere Architekturkulisse, die an den Innenhof des Großmeisterpalasts in Valletta erinnert. Lediglich zwei Gefangene betrachten durch ein Gitterfenster die Szene.  Nach John Varriano übernahm Caravaggio diesen Hintergrund aus der Darstellung eines Gefängnisses im Strafgesetzbuch der Malteserritter. Wie für die späten Werke Caravaggios charakteristisch, ist die Zahl der Requisiten und deren Darstellung minimal.
Die Darstellung, die weniger durch die Bibel, sondern eher durch die Legenda aurea inspiriert ist, findet sich häufiger bei italienischen Künstlern und auch bei Caravaggio.
Es ist das einzige signierte Werk Caravaggios. Die Signatur befindet sich in dem Blut, das aus Johannes’ Hals strömt. Es gibt einen großen freien Raum im Bild, doch durch die enorme Größe der Leinwand haben die Figuren dennoch ungefähr Lebensgröße.

## Geschichte

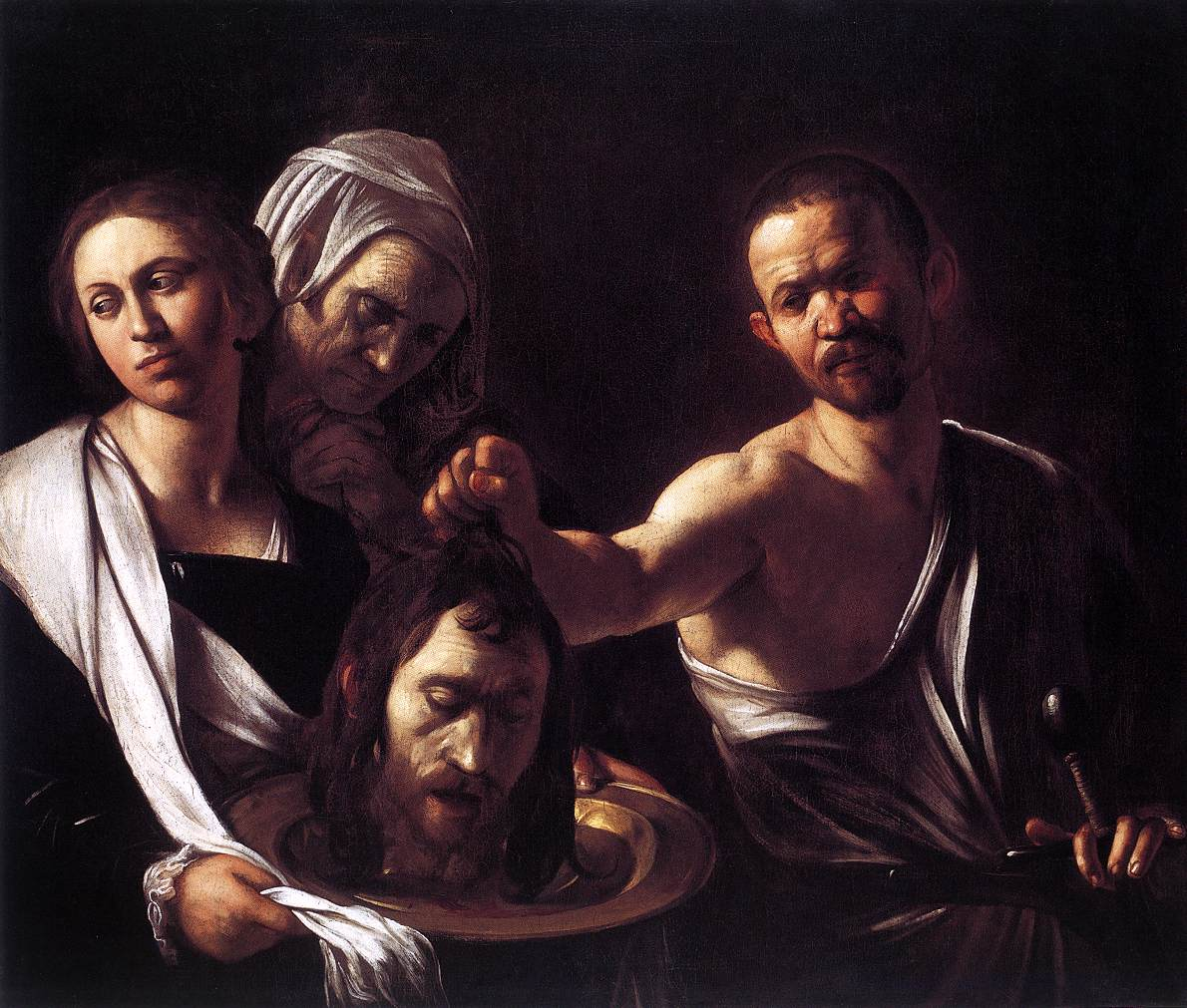
Salome mit dem Kopf Johannes des Täufers, Caravaggio (London)

Bei dem 1608 auf Malta gefertigten Gemälde handelt es sich um eine Auftragsarbeit der Malteserritter für ein Altarbild. Es ist das größte Altarbild, dass Caravaggio malte. Es hängt in der St. John’s Co-Cathedral in Valletta, für die es angefertigt wurde und wo Caravaggio auch als Ritter eingeführt wurde und kurzzeitig tätig war.
Caravaggios Tätigkeit war kurz und schwierig, da er auf der Flucht war, nachdem er nach einem nicht aufgeklärten Verbrechen aus dem Gefängnis entkommen war.
Der Ausschluss Caravaggios in absentia als ein „verdorbener und stinkender Lump“ aus dem Orden, nur ungefähr sechs Monate nach seiner Einführung, fand in der Kapelle mit diesem Bild statt.

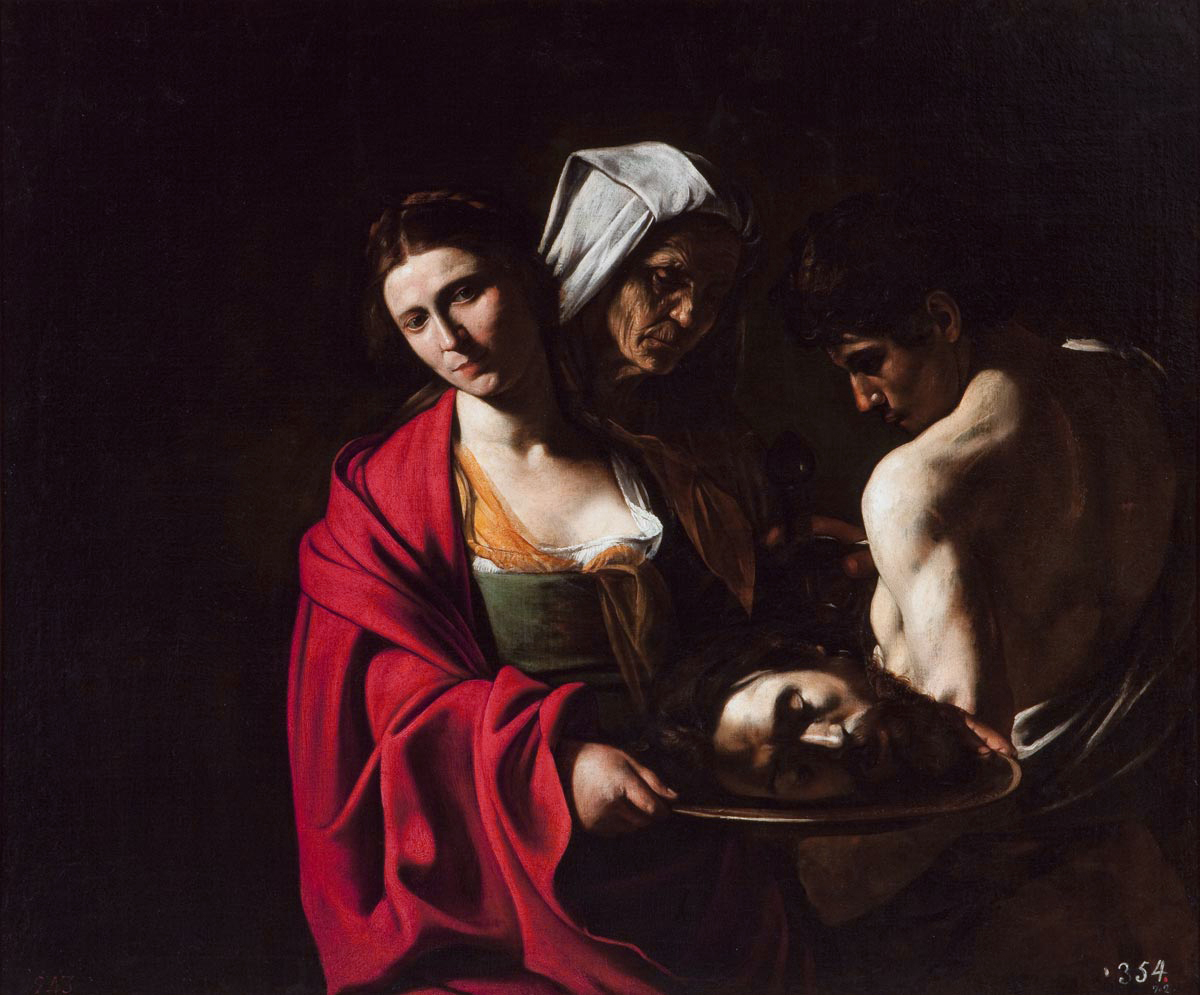
Salome mit dem Kopf Johannes des Täufers, Caravaggio (Madrid)

Caravaggio schuf mehrere Werke, die den Moment nach diesem Ereignis darstellen. Eines davon befindet sich in der Londoner National Gallery; das andere im Palacio Real in Madrid. Man vermutet, dass es sich bei einem der beiden um das Bild handelt, mit dem Caravaggio Alof de Wignacourt, den Großmeister der Malteserritter, der ihn ausgewiesen hatte, besänftigen wollte. Das lässt sich aber nicht beweisen.
Das Bild wurde bei Restaurierungsarbeiten vor einer bedeutenden Ausstellung in Rom in den 1950er Jahren stark beschädigt. Während der Restaurierung wurde auch die Signatur Caravaggios entdeckt. Diese ist Anlass für Meinungsverschiedenheiten. So behauptet Genevieve Warwick, dass das Werk f. Michelang.o (f. um seine Mitgliedschaft im Orden anzuzeigen) signiert ist, verbreiteter ist jedoch die Ansicht, dass Caravaggio mit „Ich, Caravaggio, tat es“ signierte, als Eingeständnis eines Verbrechens – vielleicht im Zusammenhang mit dem Tod Ranuccio Tomassonis, dessentwegen der Maler aus Rom floh.